# Bătrâna
Bătrâna es una comuna ubicada en el distrito de Hunedoara, Rumania.

## Superficie
Cuenta con una superficie de 29,60 kilómetros cuadrados.

## Demografía
Hasta 2021 la población era de 88 habitantes, con una densidad de población de 2,973 habitantes por kilómetro cuadrado.